# Eleições legislativas na Islândia em 2007
As eleições legislativas de 2007 na Islândia realizaram-se no dia 12 de Maio de 2007. Nestas eleições foram eleitos os 63 membros do Alþingi, o Parlamento da Islândia, para uma nova legislatura de 4 anos.
A Islândia é um país com cerca de 300.000 habitantes e compreende 6 círculos eleitorais, elegendo cada um deles 9 deputados. Os restantes 9 membros são distribuidos pelos partidos, de acordo com com os votos obtidos.
A política na Islândia não segue os padrões clássicos, já que este é um país onde as diferenças ideológicas se misturaram, de forma que alianças com os inimigos de ontem não são incompatíveis hoje. Nenhum partido pode chegar sozinho ao poder, necessitando para isso de recorrer a alianças.

## Partidos
Concorrem a estas eleições 6 partidos. Entre eles estão os dois partidos da coligação que tem governado o país nos últimos 16 anos:
- Partido da Independência (Sjálfstæðisflokkurinn)
- Partido do Progresso (Framsóknarflokkurinn)

Os quatro restantes são:
- Aliança Social Democrática (Samfylkingin)
- Esquerda Verde (Vinstrihreyfingin - grænt framboð)
- Partido Liberal (Frjálslyndi flokkurinn)
- Movimento da Islândia - Terra Viva

A assembléia que agora se dissolve está constituida da seguinte forma:
| Partido                  | Lugares (2003) |
| ------------------------ | -------------- |
| Partido da Independência | 22             |
| Aliança Social Democrata | 20             |
| Partido Progressista     | 12             |
| Movimento Esquerda-Verde | 5              |
| Partido Liberal          | 4              |
| Total                    | 63             |

## Resultados
O principal partido da coligação no poder, o Partido da Independência (PI) do actual primeiro-ministro Geir Haarde foi o vencedor destas eleições, tendo obtido 36,6 dos votos o que aumentou o número de deputados de 22 para 25. A coligação governamental surge no entanto mais fragilizada, uma vez que o Partido Progressista obteve 11,7% dos votos, diminuindo os assentos no parlamento de 12 para 7, o que faz com que esta coligação passe a somar 32 deputados (o número mínimo para garantir uma maioria absoluta) contra os 34 que detinha anteriorente, o que poderá implicar uma alteração da constituição do governo.
Os quatro partidos da oposição somaram 51,7% dos votos mas só conseguiram eleger 31 deputados. Destacam-se entre estes partidos a Aliança Social Democrata, com 26,8% dos votos (segundo mais votado) e o Movimento Esquerda-Verde,com 14,9% dos votos, o que constituiu uma subida de seis pontos percentuais face a 2003.
| Partidos                                                              | Votos   | %     | +/–% | Deputados | +/– |
| --------------------------------------------------------------------- | ------- | ----- | ---- | --------- | --- |
| Partido da Independência                                              | 66,749  | 36.6  | +2.9 | 25        | +3  |
| Aliança Social Democrática                                            | 48,742  | 26.8  | –2.4 | 18        | –2  |
| Esquerda Verde                                                        | 26,136  | 14.3  | +5.5 | 9         | +4  |
| Partido do Progresso                                                  | 21,349  | 11.7  | –6.0 | 7         | –5  |
| Partido Liberal (Frjálslyndi flokkurinn)                              | 13,233  | 7.3   | –0.1 | 4         | ±0  |
| Movimento da Islândia - Terra Viva (Íslandshreyfingin - lifandi land) | 5.953   | 3.3   | +3.3 | —         | —   |
| Total (afluência de 83.6%)                                            | 185,071 | 100,0 |      | 63        | 0   |
| Fonte: http://www.mbl.is/mm/frettir/kosningar/                        |         |       |      |           |     |